# P4 Väst
P4 Väst är Sveriges Radios lokalradio belägen i Uddevalla och sänder över mellersta och norra Bohuslän samt Fyrstadsområdet och Dalsland. Tidigare namn på SR Väst var Radio Trestad. Namnet ändrades den 12 april 1989. Musiken som spelas i P4 Väst är mycket blandad, allt från gamla hitlåtar från 1960-talet till aktuell musik. 
Radiostationen hade även världens äldsta korrespondent, 110-åriga Alice Östlund från Trollhättan.

## Bevakningsområde
Stationens bevakningsområde utgörs av följande kommuner:

- Bengtsfors
- Dals-Ed
- Färgelanda
- Lilla Edet
- Lysekil
- Mellerud
- Munkedal
- Sotenäs
- Strömstad
- Uddevalla
- Tanum
- Trollhättan
- Vänersborg
- Åmål

## Programmen i urval
- Go'morron
- Cappuccino
- Nyhetstimmen
- Puls
- Mingel
- Framåt fredag
- P4 Live SR Radio Väst
- Garage
- Vi i femman

## Chefer
- Kanalchef: Peter Sundblad
- Nyhetschef: Ingela Hydén
- Programutvecklingschef: Cecilia Läckberg Blom

## Frekvenser
- Bäckefors 102,2
- Grebbestad 101,1
- Hamburgsund 101,7
- Kungshamn 100,9
- Strömstad 97,6
- Svinesund 100,8
- Trollhättan 103,7
- Uddevalla 103,3